# 37. Międzynarodowy Festiwal Filmowy w Wenecji
37. Międzynarodowy Festiwal Filmowy w Wenecji odbył się w dniach 28 sierpnia – 8 września 1980 roku.
Jury pod przewodnictwem włoskiej scenarzystki Suso Cecchi d'Amico przyznało nagrodę główną festiwalu, Złotego Lwa, ex aequo kanadyjskiemu filmowi Atlantic City w reżyserii Louisa Malle'a oraz amerykańskiemu filmowi Gloria w reżyserii Johna Cassavetesa

## Członkowie jury

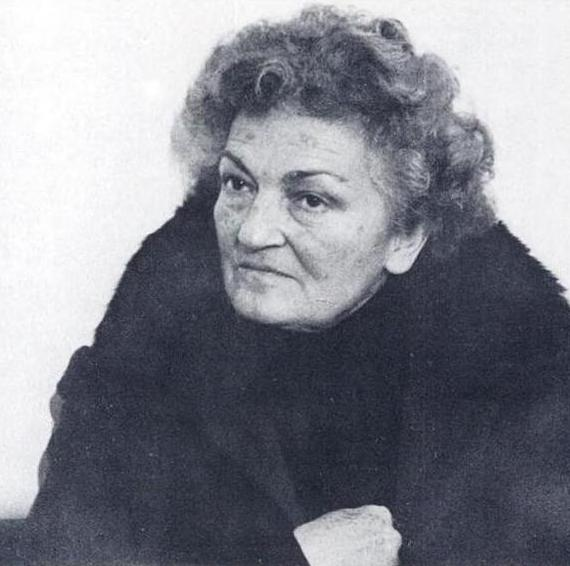
Przewodnicząca jury konkursu głównego Suso Cecchi d'Amico.

### Konkurs główny
- Suso Cecchi d'Amico, włoska scenarzystka − przewodnicząca jury[2]
- Youssef Chahine, egipski reżyser
- Marlen Chucyjew, rosyjski reżyser
- Michel Ciment, francuski krytyk filmowy
- Umberto Eco, włoski pisarz
- Gillo Pontecorvo, włoski reżyser
- Andrew Sarris, amerykański krytyk filmowy
- George Stevens Jr., założyciel American Film Institute
- Margarethe von Trotta, niemiecka reżyserka